# Øystein I
Øystein I (ca. 1088 - 29 augustus 1123), alias Øystein Magnusson, was koning van Noorwegen van 1103 tot 1123. Hij deelde de troon met zijn broers Sigurd en Olaf Magnusson.
Øystein en zijn broers werden koning toen hun vader, koning Magnus III, in 1103 sneuvelde tijdens een veroveringstocht in Ierland. Øysteins jongste broer, Olaf, stierf op 15-jarige leeftijd in 1115.
Terwijl Sigurd van 1107 tot 1111 op kruistocht was, trad Øystein op als regent over heel Noorwegen. Hij bouwde kerken, een klooster in Bergen, een haven in Agdenes en herbergen voor reizigers. Volgens de saga van Sigurd, Øystein en Olaf in de Heimskringla bracht Øystein ook Jämtland onder Noorse heerschappij.
In 1123 stierf Øystein en werd begraven in de Nidaros-domkerk van Trondheim. Sigurd werd daarna alleenheerser van Noorwegen.
Øystein en zijn vrouw Ingebjørg Guttormsdatter kregen een dochter, Maria Øysteinsdatter. Zij was de moeder van Olav Ugjæva (Olaf de Ongelukkige), een troonpretendent die in 1166 tot koning werd uitgeroepen, maar verslagen werd door Magnus V (Magnus Erlingsson).